# Der Eingang zur Bühne
Der Eingang zur Bühne ist der zweite Roman von Vicki Baum, er erschien 1920 im Ullstein Verlag in Berlin.

## Inhalt
Beschrieben wird das Leben des Heldentenors und Lehrers am Konservatorium Hannes Rassiem innerhalb eines Jahres. Er nimmt mit seinem Verhalten  Einfluss auf das Schicksal mehrerer Frauen, seiner Ehefrau und zweier Studentinnen. Eine von ihnen bekommt ein Kind von ihm, und die andere tötet sich selbst. Er selber bleibt von diesen Geschehnissen weithin ungerührt und lebt sein Leben weiter wie bisher. Deshalb beginnt und endet der Roman mit demselben Satz. 

„Die Tür zum Schulgang tat sich ungestüm auf, und Hannes Rassiem ging mit federnden Schritten wie auf  der Bühne, und verschwand am Ende des Ganges (...)“

Daneben wird sehr kenntnisreich das Leben auf und hinter der Opern- und Musikbühne geschildert.
Bereits in diesem frühen Roman werden Qualitäten der Autorin Vicki Baum sichtbar, die ihre späteren großen Erfolgsromane auszeichnen, eine genaue Schilderung von Charakteren und verschiedensten Lebenssituationen.
Hintergrund der Handlung waren  Erfahrungen und Beobachtungen, die  die Autorin in jungen Jahren am Wiener Konservatorium gemacht hatte. Der Typ des Hannes Rassiem hatte auch Anklänge an den Komponisten Gustav Mahler, der in seiner Zeit  für seine zahlreichen Frauenbeziehungen bekannt war.

## Hintergründe
Vicki Baum bat in einer schwierigen Lebenssituation ihren ehemaligen Mann Max Prels  um Unterstützung. Dieser vermittelte sie an den Ullstein Verlag und  empfahl ihr, ein bereits vorhandenes Manuskript dort einzureichen (so berichtete  sie es später in ihren Erinnerungen). Am 9. Dezember 1919 wurde ein Vertrag über mehrere Romane mit Tantiemen abgeschlossen. Von April bis Juli 1920 erschien der Text  zunächst in der Vossischen Zeitung (mit etwa 80.000 Exemplaren) als Fortsetzungsroman in etwa 70 Folgen. Danach wurde er in der Reihe Ullstein Bücher für 4 RM 
herausgegeben.
In den nächsten Jahren veröffentlichte Vicki Baum mehrere Romane in verschiedenen Verlagen. Nach ihren großen Erfolgen Stud. chem. Helene Willfüer (1928) und Menschen im Hotel (1929) gab der Ullstein Verlag   Der Eingang zur Bühne erneut heraus, diesmal in den billigen gelben Ullstein Büchern (Nr. 55) für 1 RM.  1931 war er dann  Teil einer achtbändigen Gesamtausgabe Romane des Herzens, und wurde dort als 137. bis 146. Tausend  bezeichnet.
1933 wurde Der Eingang zur Bühne wie alle anderen Bücher von Vicki Baum verboten. 1936 erschien eine deutsche Exilausgabe in Amsterdam.
Es gab  Übersetzungen in das Niederländische (1924), Dänische (1931), Schwedische (1933), Italienische (1934), Polnische (1934), Englische (1943), Französische (1948),  Spanische (1954), Norwegische (1956), Türkische (1971) und Vietnamesische (2005).